# Leucandra losangelensis
Leucandra losangelensis är en svampdjursart som först beskrevs av De Laubenfels 1930.  Leucandra losangelensis ingår i släktet Leucandra och familjen Grantiidae. Inga underarter finns listade i Catalogue of Life.